# Rudolf Uhlig
Rudolf Uhlig (* 10. Januar 1909 in Oberwiesenthal; † 2003 in Dresden) war ein deutscher Maler, Grafiker und Kirchenmusiker. Hauptsächlich schuf er Zeichnungen und Aquarelle mit Landschaftsdarstellungen. 

## Leben und Werk
Rudolf Uhlig wurde 1909 als Sohn des Oberwiesenthaler Postverwalters Rudolf Uhlig geboren. Er ist der Bruder der ebenfalls als Landschaftsmalerin und Bergsteigerin bekannt gewordenen Irmgard Uhlig. Nach dem frühen Tod des Vaters zog die Familie 1915 nach Nossen. Bereits während seiner Schulzeit widmete er sich der Zeichenkunst und der Musik und gehörte drei Jahre lang der Berliner Mal- und Zeichenunterrichtsgesellschaft an. 1929 nahm er an der Technischen Hochschule Dresden sein Lehramtsstudium mit dem Wahlfach Zeichnen auf. Gemeinsam mit seiner Schwester Irmgard Uhlig unternahm er mehrere Studienreisen, u. a. zur Ostsee, in die Oberlausitz und nach Böhmen. Nach Beendigung des Studiums und Aufnahme seiner Arbeit als Lehrer folgten weitere Reisen nach Italien, in die Alpenregion und zum Rhein.
Ende der neunzehnhundertdreißiger Jahre hat er seine künstlerische Tätigkeit vorerst weitgehend aufgegeben. 1946 kehrte er aus Kriegsgefangenschaft zurück und arbeitete als Waldarbeiter, Puppenschnitzer in Hohnstein in der Sächsischen Schweiz und später als Stanzer. Schließlich absolvierte er eine Ausbildung zum Kirchenmusiker und Katecheten und war ab 1952 Kantor der Matthäuskirche in der Dresdner Friedrichstadt und zuletzt in Dresden-Laubegast.
Erst mit seiner Pensionierung 1974 begann er wieder mehr zu zeichnen und schuf bei mehreren Reisen, u. a. nach Skandinavien weitere Aquarelle und Zeichnungen. Bis ins hohe Alter blieb er künstlerisch tätig. Die meisten seiner Bilder befinden sich heute in Privatbesitz. Eine Personalausstellung seiner wichtigsten Werke fand erstmals 2012 im Schloss Weesenstein statt.

## Einzelausstellungen
- Rudolf Uhlig – Malerei und Grafik, Schloss Weesenstein (2012)
- Rudolf Uhlig – Architektur und Landschaft, Kleinbauernmuseum Reitzendorf (2013)